# Dieter Hoeneß
Dieter Hoeneß (ur. 7 stycznia 1953 w Ulm) – niemiecki piłkarz występujący na pozycji napastnika. Brat Uliego Hoeneßa.

## Kariera klubowa
Hoeneß treningi rozpoczął w wieku 6 lat w klubie VfB Ulm. W 1967 roku trafił do juniorów zespołu TSG Ulm 1846. W 1973 roku przeszedł do VfR Aalen z 1. Amateurliga (wówczas trzecia najwyższa klasa rozgrywkowa). Spędził tam 2 lata. W 1975 roku został graczem klubu VfB Stuttgart, występującego w 2. Bundeslidze Süd. W 1977 roku awansował z zespołem do Bundesligi. W tych rozgrywkach zadebiutował 6 sierpnia 1977 roku w zremisowanym 3:3 meczu z Bayernem Monachium. 31 sierpnia 1977 roku w przegranym 1:2 pojedynku z Hamburgerem SV strzelił pierwszego gola w Bundeslidze. W 1979 roku Hoeneß wywalczył z klubem wicemistrzostwo RFN.
W 1979 roku odszedł do Bayernu Monachium, również grającego w Bundeslidze. Pierwszy ligowy mecz zaliczył tam 11 sierpnia 1979 roku przeciwko Bayerowi 04 Leverkusen (3:1). W 1982 roku z 21 bramkami na koncie zajął 3. miejsce w klasyfikacji strzelców Bundesligi. W Bayernie Hoeneß spędził 7 lat. W tym czasie zagrał w dwóch finałach Pucharu Mistrzów (1982, 1987), a także zdobył 5 mistrzostw RFN (1980, 1981, 1985, 1986, 1987) oraz 3 Puchary RFN (1982, 1984, 1986). W 1987 roku zakończył karierę.

## Kariera reprezentacyjna
W reprezentacji RFN Hoeneß zadebiutował 22 maja 1979 roku w wygranym 3:1 towarzyskim meczu z Islandią, w którym strzelił także gola.
W 1986 roku został powołany do kadry na mistrzostwa świata. Zagrał na nich w pojedynkach z Meksykiem (0:0, 4:1 w rzutach karnych) oraz w finale z Argentyną (2:3). Reprezentacja RFN zakończyła tamten mundial na 2. miejscu.
W latach 1979–1986 w drużynie narodowej Hoeneß rozegrał w sumie 6 spotkań i zdobył 4 bramki.